# U-406 (tàu ngầm Đức)
U-406 là một tàu ngầm tấn công  Lớp Type VII thuộc phân lớp Type VIIC được Hải quân Đức Quốc Xã chế tạo trong Chiến tranh Thế giới thứ hai. Nhập biên chế năm 1941, nó đã thực hiện được tám chuyến tuần tra, đánh chìm được một tàu buôn tải trọng 7.452 GRT , đồng thời gây hư hại cho ba tàu buôn khác với tổng tải trọng 13.285 GRT. Trong chuyến tuần tra cuối cùng, U-406 bị tàu frigate Anh HMS Spey thả mìn sâu đánh chìm tại Bắc Đại Tây Dương vào ngày 18 tháng 2, 1944.

## Thiết kế và chế tạo

### Thiết kế

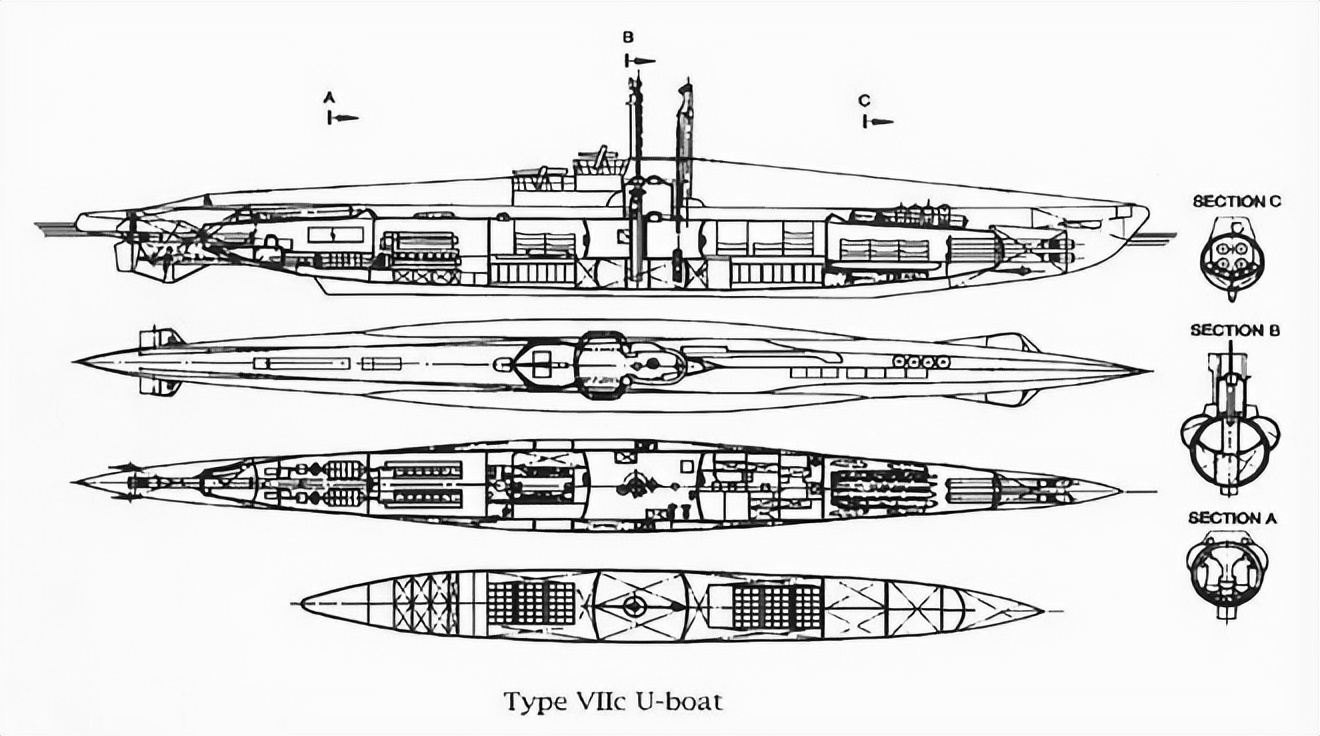
Sơ đồ các mặt cắt một tàu ngầm Type VIIC

Phân lớp VIIC của Tàu ngầm Type VII là một phiên bản VIIB được kéo dài thêm. Chúng có trọng lượng choán nước 769 t (757 tấn Anh) khi nổi và 871 t (857 tấn Anh) khi lặn). Con tàu có chiều dài chung 67,10 m (220 ft 2 in), lớp vỏ trong chịu áp lực dài 50,50 m (165 ft 8 in), mạn tàu rộng 6,20 m (20 ft 4 in), chiều cao 9,60 m (31 ft 6 in) và mớn nước 4,74 m (15 ft 7 in).
Chúng trang bị hai động cơ diesel Germaniawerft F46 siêu tăng áp 6-xy lanh 4 thì, tổng công suất 2.800–3.200 PS (2.100–2.400 kW; 2.800–3.200 bhp), dẫn động hai trục chân vịt đường kính 1,23 m (4,0 ft), cho phép đạt tốc độ tối đa 17,7 kn (32,8 km/h), và tầm hoạt động tối đa 8.500 nmi (15.700 km) khi đi tốc độ đường trường 10 kn (19 km/h). Khi đi ngầm dưới nước, chúng sử dụng hai động cơ/máy phát điện Garbe, Lahmeyer & Co. RP 137/c  tổng công suất 750 PS (550 kW; 740 shp). Tốc độ tối đa khi lặn là 7,6 kn (14,1 km/h), và tầm hoạt động 80 nmi (150 km) ở tốc độ 4 kn (7,4 km/h). Con tàu có khả năng lặn sâu đến 230 m (750 ft).
Vũ khí trang bị có năm ống phóng ngư lôi 53,3 cm (21 in), bao gồm bốn ống trước mũi và một ống phía đuôi, và mang theo tổng cộng 14 quả ngư lôi, hoặc tối đa 22 quả thủy lôi TMA, hoặc 33 quả TMB. Tàu ngầm Type VIIC bố trí một hải pháo 8,8 cm SK C/35 cùng một pháo phòng không 2 cm (0,79 in) trên boong tàu. Thủy thủ đoàn bao gồm 4 sĩ quan và 40-56 thủy thủ.

### Chế tạo
U-406 được đặt hàng vào ngày 16 tháng 10, 1939, và được đặt lườn tại xưởng tàu Danziger Werft ở Danzig (nay là Gdańsk thuộc Ba Lan) vào ngày 6 tháng 9, 1940. Nó được hạ thủy vào ngày 16 tháng 6, 1941, và nhập biên chế cùng Hải quân Đức Quốc Xã vào ngày 22 tháng 10, 1941 dưới quyền chỉ huy của Hạm trưởng, Trung úy Hải quân Horst Dietrichs.

## Lịch sử hoạt động

### 1942
Sau khi hoàn tất việc huấn luyện trong thành phẩn Chi hạm đội U-boat 8, U-406 được điều sang Chi hạm đội U-boat 7 từ ngày 1 tháng 5, 1942 để hoạt động trên tuyến đầu.

#### Chuyến tuần tra thứ nhất
U-406 xuất phát từ cảng Kiel, Đức vào ngày 4 tháng 4, 1942 cho chuyến tuần tra đầu tiên trong chiến tranh. Nó băng qua khe GIUK giữa các quần đảo Shetland và Faroe để vòng qua quần đảo Anh, và hoạt động tại khu vực Bắc Đại Tây Dương về phía Tây Ireland (Khu vực Tiếp cận phía Tây). Nó không đánh chìm được mục tiêu nào, và kết thúc chuyến tuần tra khi quay về cảng St. Nazaire bên bờ Đại Tây Dương của Pháp đã bị Đức chiếm đóng, đến nơi vào ngày 19 tháng 4. St. Nazaire trở thành căn cứ hoạt động chính của chiếc tần ngầm trong hầu hết quãng đời hoạt động còn lại.

#### Chuyến tuần tra thứ hai
U-406 khởi hành từ St. Nazaire vào ngày 5 tháng 5 cho chuyến tuần tra thứ hai để hoạt động tại vùng biển giữa Bắc Đại Tây Dương. Ngay khi vừa khởi hành trong ngày 5 tháng 5, nó bị một tàu ngầm Anh tấn công, nhưng quả ngư lôi phóng ra không trúng đích. Khi tấn công Đoàn tàu ON-92 giữa đại dương vào các ngày 11 và 12 tháng 5, chiếc U-boat hai lần gặp trục trặc khi phóng ngư lôi, nên đã không đánh chìm được mục tiêu nào. Nó quay trở về căn cứ vào ngày 1 tháng 7.

#### Chuyến tuần tra thứ ba
Trong chuyến tuần tra thứ ba, cùng xuất phát và kết thúc tại St. Nazaire và kéo dài từ ngày 9 tháng 8 đến ngày 8 tháng 10, U-406 đã hoạt động tại vùng biển Đại Tây Dương ngoài khơi Maroc và tại lối ra vào phía Tây của eo biển Gibraltar. Vào ngày 19 tháng 8, nó đã tấn công Đoàn tàu SL-118 và đã đánh chìm chiếc tàu buôn Anh City of Manila 7.452 GRT ở vị trí về phía Tây mũi Finistere, Tây Ban Nha.

#### Chuyến tuần tra thứ tư
Chiếc tàu ngầm lại khởi hành từ St. Nazaire vào ngày 14 tháng 12 cho chuyến tuần tra thứ tư, và đã hoạt động trong Đại Tây Dương về phía Tây Bồ Đào Nha. Vào ngày 28 tháng 12, nó đã phóng ngư lôi tấn công Đoàn tàu ONS-154 ở vị trí về phía Tây Bắc quần đảo Azores, và đã gây hư hại cho các tàu buôn Anh Baron Cochrane 3.385 GRT, Lynton Grange 5.029 GRT, và Zarian 4.871 GRT. Đến ngày 1 tháng 1, 1943, U-406 gặp trục trặc động cơ, nên phải kết thúc chuyến tuần tra để quay trở về căn cứ. Trên đường đi hai ngày sau đó, nó tiếp nhận một thủy thủ cần chăm sóc y tế từ tàu ngầm U-123, rồi về đến St. Nazaire vào ngày 12 tháng 1.

### 1943

#### Chuyến tuần tra thứ năm
U-406 xuất phát từ St. Nazaire vào ngày 22 tháng 2 cho chuyến tuần tra thứ năm để hoạt động tại vùng biển giữa Bắc Đại Tây Dương. Khi kết thúc chuyến tuần tra vào ngày 30 tháng 3, nó đi đến cảng Bordeaux cùng bên bờ Đại Tây Dương của Pháp.

#### Chuyến tuần tra thứ sáu
U-406 có chuyến tuần tra tiếp theo từ ngày 25 tháng 4 đến ngày 11 tháng 5, và hoạt động tại vùng biển Đại Tây Dương ngoài khơi Bồ Đào Nha. Nó mắc phải tai nạn va chạm với tàu ngầm U-600 vào ngày 5 tháng 5, khiến cả hai đều bị hư hại nặng, nên phải kết thúc chuyến tuần tra và rút lui về căn cứ.

#### Chuyến tuần tra thứ bảy
U-406 dành chuyến tuần tra thứ bảy từ ngày 26 tháng 6 đến ngày 15 tháng 9 để hướng xuống phía Năm nhằm hoạt động ngoài khơi bờ biển Tây Bắc của lục địa Nam Mỹ. Trên đường quay trở về vào ngày 23 tháng 8, một cuộc không kích của đối phương đã khiến hai thủy thủ tử trận và ba người khác bị thương.

### 1944

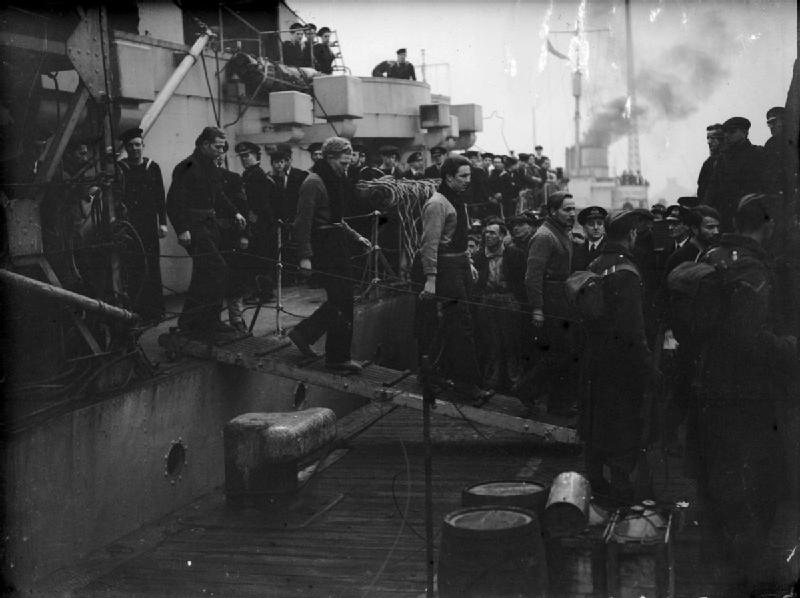
Các tù binh của U-406 và U-386 bị HMS Sprey bắt giữ đang lên bờ tại Liverpool.

#### Chuyến tuần tra thứ tám – Bị mất
Trong suốt tháng 12, 1943, U-406 thực hiện nhiều chuyến đi ngắn từ căn cứ St. Nazaire. Nó khởi hành từ căn cứ St. Nazaire vào ngày 5 tháng 1, 1944 cho chuyến tuần tra thứ tám, cũng là chuyến cuối cùng, để hoạt động ở vùng biển Đại Tây Dương tại Khu vực Tiếp cận phía Tây. Đến ngày 18 tháng 2, chiếc tàu ngầm bị đánh chìm do trúng mìn sâu thả từ tàu frigate HMS Spey của Hải quân Hoàng gia Anh tại tọa độ 48°32′B 23°36′T / 48,533°B 23,6°T. Mười hai thành viên thủy thủ đoàn của U-406 đã tử trận, và có 45 người sống sót được cứu vớt và bị bắt làm tù binh chiến tranh.

### "Bầy sói" tham gia
U-406 từng tham gia mười một bầy sói:
- Hecht (8 tháng 5 – 18 tháng 6, 1942)
- Blücher (14 – 28 tháng 8, 1942)
- Iltis (6 – 23 tháng 9, 1942)
- Spitz (22 – 31 tháng 12, 1942)
- Neuland (4 – 13 tháng 3, 1943)
- Dränger (14 – 20 tháng 3, 1943)
- Drossel (29 tháng 4 – 5 tháng 5, 1943)
- Rügen (14 – 26 tháng 1, 1944)
- Stürmer (26 tháng 1 – 3 tháng 2, 1944)
- Igel 1 (3 – 17 tháng 2, 1944)
- Hai 1 (17 – 18 tháng 2, 1944)

### Tóm tắt chiến công
U-406 đã đánh chìm được một tàu buôn tải trọng 7.452 GRT, đồng thời gây hư hại cho ba tàu buôn khác tải trọng 13.285 GRT:
| Ngày              | Tên tàu        | Quốc tịch      | Tải trọng | Số phận      |
| ----------------- | -------------- | -------------- | --------- | ------------ |
| 19 tháng 8, 1942  | City of Manila | United Kingdom | 7.452     | Bị đánh chìm |
| 28 tháng 12, 1942 | Baron Cochrane | United Kingdom | 3.385     | Bị hư hại    |
| 28 tháng 12, 1942 | Lynton Grange  | United Kingdom | 5.029     | Bị hư hại    |
| 28 tháng 12, 1942 | Zarian         | United Kingdom | 4.871     | Bị hư hại    |